# Neomochtherus hauseri
Neomochtherus hauseri är en tvåvingeart som beskrevs av Engel 1927. Neomochtherus hauseri ingår i släktet Neomochtherus och familjen rovflugor. Inga underarter finns listade i Catalogue of Life.